# Puchar Europy Zdobywczyń Pucharów siatkarek (1973/1974)
Puchar Europy Zdobywczyń Pucharów 1973/1974 – 2. sezon Puchar Europy Zdobywczyń Pucharów rozgrywanego od 1973 roku, organizowanego przez Europejską Konfederację Piłki Siatkowej (CEV) w ramach europejskich pucharów dla żeńskich klubowych zespołów siatkarskich "starego kontynentu".

## Drużyny uczestniczące
- Spartacus Budapeszt
- CSKA Moskwa
- Orlandini Reggio Emilia
- Tempo Team Den Haag
- Ruda Hvezda Praga
- Traktor Schwerin
- Akademik Sofia
- Dinamo Bukareszt
- Leixoes Matosinhos
- Fenerbahçe SK
- AZS-AWF Warszawa
- Hermes Oostende

## Rozgrywki

### Runda 1/8
| Data       | Drużyna 1               | Wynik | Drużyna 2           | Sety                           |
| ---------- | ----------------------- | ----- | ------------------- | ------------------------------ |
| 26.11.1973 | Spartacus Budapeszt     | 0:3   | CSKA Moskwa         | 0:15, 2:15, 7:15               |
| 28.11.1973 | Spartacus Budapeszt     | 0:3   | CSKA Moskwa         | 11:15, 2:15, 7:15              |
| 17.11.1973 | Orlandini Reggio Emilia | 2:3   | Tempo Team Den Haag | 12:15, 15:5, 15:12, 6:15, 5:15 |
| 21.11.1973 | Orlandini Reggio Emilia | 1:3   | Tempo Team Den Haag | 8:15, 15:13, 9:15, 4:15        |
|            | Ruda Hvezda Praga       | :     |                     |                                |
|            | Ruda Hvezda Praga       | :     |                     |                                |
| 04.01.1974 | Traktor Schwerin        | 3:2   | Akademik Sofia      | 5:15, 15:5, 14:16, 15:7, 15:6  |
|            | Traktor Schwerin        | 0:3   | Akademik Sofia      | 8:15, 11:15, 9:15              |
|            | Dinamo Bukareszt        | :     |                     |                                |
|            | Dinamo Bukareszt        | :     |                     |                                |
|            | Leixoes Matosinhos      | :     | Fenerbahçe SK       |                                |
| 24.11.1973 | Leixoes Matosinhos      | 0:3   | Fenerbahçe SK       | 8:15, 1:15, 9:15               |
|            | AZS-AWF Warszawa        | :     |                     |                                |
|            | AZS-AWF Warszawa        | :     |                     |                                |
|            | Hermes Ostende          | :     |                     |                                |
|            | Hermes Ostende          | :     |                     |                                |

### Ćwierćfinał
| Data       | Drużyna 1         | Wynik | Drużyna 2           | Sety             |
| ---------- | ----------------- | ----- | ------------------- | ---------------- |
| 16.02.1974 | CSKA Moskwa       | 3:0   | Tempo Team Den Haag | 15:9, 15:3, 15:7 |
| 24.02.1974 | CSKA Moskwa       | 3:0   | Tempo Team Den Haag | 15:3, 15:4, 15:9 |
| 09.02.1974 | Ruda Hvezda Praga | 3:0   | Akademik Sofia      | 15:5, 15:5, 15:8 |
|            | Ruda Hvezda Praga | :     | Akademik Sofia      |                  |
|            | Dinamo Bukareszt  | 3:0   | Fenerbahçe SK       |                  |
|            | Dinamo Bukareszt  | 0:3   | Fenerbahçe SK       |                  |
| 09.02.1974 | Hermes Ostende    | 0:3   | AZS-AWF Warszawa    | 7:15, 9:15, 6:15 |
|            | Hermes Ostende    | :     | AZS-AWF Warszawa    |                  |

### Turniej finałowy
Osijek
Tabela
| Lp. | Drużyna           | Pkt | Mecze | Mecze | Mecze | Sety | Sety | Sety  |
| Lp. | Drużyna           | Pkt | M     | W     | P     | wyg. | prz. | ratio |
| --- | ----------------- | --- | ----- | ----- | ----- | ---- | ---- | ----- |
| 1   | CSKA Moskwa       | 6   | 3     | 3     | 0     | 9    | 1    | 9.000 |
| 2   | Ruda Hvezda Praga | 5   | 3     | 2     | 1     | 6    | 5    | 1.200 |
| 3   | Dinamo Bukareszt  | 4   | 3     | 1     | 2     | 5    | 6    | 0.833 |
| 4   | AZS-AWF Warszawa  | 3   | 3     | 0     | 3     | 1    | 9    | 0.111 |

Wyniki
| Data       | Drużyna 1         | Wynik | Drużyna 2        | Sety              |
| ---------- | ----------------- | ----- | ---------------- | ----------------- |
| 11.03.1974 | Ruda Hvezda Praga | 3:0   | AZS-AWF Warszawa |                   |
| 11.03.1974 | CSKA Moskwa       | 3:0   | Dinamo Bukareszt | 15:1, 15:7, 15:5  |
|            |                   |       |                  |                   |
| 12.03.1974 | CSKA Moskwa       | 3:0   | uda Hvezda Praga | 15:7, 15:12, 15:6 |
| 12.03.1974 | Dinamo Bukareszt  | 3:0   | AZS-AWF Warszawa | 15:13, 5:11, 15:9 |
|            |                   |       |                  |                   |
| 13.03.1974 | CSKA Moskwa       | 3:1   | AZS-AWF Warszawa |                   |
| 13.03.1974 | Ruda Hvezda Praga | 3:2   | Dinamo Bukareszt |                   |

## Klasyfikacja końcowa
| Miejsce | Drużyna           |
| ------- | ----------------- |
| złoto   | CSKA Moskwa       |
| srebro  | Ruda Hvezda Praga |
| brąz    | Dinamo Bukareszt  |
| 4.      | AZS-AWF Warszawa  |